# تجربة في النقد
تجربة في النقد هو كتاب صدر عام 1961 من تأليف سي. إس. لويس يقترح فيه أن تقييم الكتب لا ينبغي أن يشمل فقط طريقة كتابتها، بل بعدد مرات إعادة قراءتها. للقيام بذلك، يصف المؤلف نوعين من القراء. يميل القارئ "غير الأدبي" إلى عدم إعادة قراءة الكتاب نفسه، في حين أن القارئ "الأدبي" يفعل ذلك. ويشير إلى أن تصنيف الكتب على أنها إما "رفيعة المستوى" أو "منخفضة المستوى" غير كافٍ لأنه يفشل في تقدير الفئة التي تستحق إعادة القراءة.

## الملخص
يوضح لويس في الكتاب بعض الاختلافات بين نوعي القراء. على سبيل المثال، إحدى سمات القارئ غير الأدبي هي الحجة "لقد قرأته من قبل"، وهو سبب حصري لعدم قراءة كتاب. في المقابل، يعيد القارئ الأدبي قراءة الكتب عدة مرات، ويستمتع بمقاطع معينة، ويحاول استخلاص المزيد في كل مرة.
يوضح لويس أيضًا بأن الحكم على الكتب من خلال كونها "منخفضة المستوى" أو "رفيعة المستوى" ليس بالضرورة مثمرًا؛ أثبتت العديد من الكتب "منخفضة المستوى" أنها ذات قيمة للقارئ الأدبي المستعد من قرائتها دون أحكام مسبقة. وأشار إلى أن الكتب المصنفة على أنها "منخفضة المستوى"، مثل الخيال العلمي، قادرة أيضًا على تحفيز الشغف لإعادة القراءة ونقل الخبرة التي تغير نظرة القارئ للعالم. يقترح لويس أن الكتب القادرة على القيام بذلك قد تثبت قيمتها بغض النظر عن نوعها. وهو يشجع على تجنب الحكم على القيمة الأدبية للكتب على أساس المعايير التقليدية.